# Sext Pedi
Sext Pedi (en llatí Sextus Pedius) va ser un jurista roma, del que Sext Pomponi sembla que en coneixia els escrits.
Era més jove que Ofili o com a màxim el seu contemporani. Juli Paule i Ulpià el mencionen sovint. Va viure per tant probablement al segle i i començament del segle ii.
Va escriure:
- Libri ad Edictum
- Libri de Stipulationibus, on mostra la bona percepció que tenia dels afers legals.[1]